# 多耙光唇鱼
多耙光唇鱼（学名：Acrossocheilus clivosius），又稱多耙石𩼧，为輻鰭魚綱鯉形目鲤科光唇鱼属的鱼类，是中国的特有物种。分布于南盘江水系、西江水系等，體長可達20公分，棲息在河川底中層水域，生活習性不明。该物种的模式产地在广西桂平。

## 扩展阅读
維基物種上的相關：多耙光唇鱼